# Nico Serrano
Nicolás Serrano Galdeano, meglio noto come Nico Serrano (Pamplona, 5 marzo 2003), è un calciatore spagnolo, attaccante dell'Athletic Bilbao.

## Caratteristiche tecniche
Esterno d'attacco di piede mancino, agisce prevalentemente sulla fascia sinistra ma può essere utilizzato anche dietro la punta o dal lato opposto. Bravo nei dribbling e dotato di una buona tecnica di base, nel 2020 viene inserito nella lista dei migliori sessanta calciatori nati dopo il 2003 stilata da The Guardian.

## Carriera

### Club
Entra a far parte del settore giovanile del Villarreal nel 2015 dopo le esperienze passate allo Txantrea ed all'Osasuna. Nell'agosto 2018, all'età di 15 anni, viene acquistato dall'Athletic Bilbao, trasferimento che causa controversie fra le due società.
Nel maggio del 2020 viene promosso direttamente nella squadra riserve senza prima effettuare il passaggio intermedio al Baskonia ed il 18 luglio esordisce in occasione dell'incontro dei play-off promozione di Segunda División B perso ai rigori contro il Badajoz. Il 7 novembre seguente realizza la sua prima rete aprendo le marcatore dell'incontro vinto 2-1 contro l'Amorebieta; termina la sua prima stagione con il Bilbao Athletic con 24 presenze e tre reti segnate.
Nel giugno del 2021 fa parte del gruppo di cinque giocatori selezionati da Marcelino per prendere parte alla preparazione estiva della prima squadra; dopo aver ricevuto alcune convocazioni nel mese di agosto, l'11 settembre fa il suo esordio con l'Athletic Club rimpiazzando Iñaki Williams nei minuti finali dell'incontro di Primera División vinto 2-0 contro il Maiorca.
Passa poi in prestito a Mirandés, Pec Zwolle e Racing Ferrol; dopo i primi sei mesi della stagione 2024-2025 trascorsi all'Athletic Bilbao passa, sempre in prestito, allo Sporting Gijón.

### Nazionale
Ha giocato nelle nazionali giovanili spagnole Under-16, Under-17, Under-18 ed Under-19.

## Statistiche

### Presenze e reti nei club
Statistiche aggiornate al 23 gennaio 2025.
| Stagione               | Squadra                | Campionato             | Campionato | Campionato | Coppe nazionali | Coppe nazionali | Coppe nazionali | Coppe continentali | Coppe continentali | Coppe continentali | Altre coppe | Altre coppe | Altre coppe | Totale | Totale |
| Stagione               | Squadra                | Comp                   | Pres       | Reti       | Comp            | Pres            | Reti            | Comp               | Pres               | Reti               | Comp        | Pres        | Reti        | Pres   | Reti   |
| ---------------------- | ---------------------- | ---------------------- | ---------- | ---------- | --------------- | --------------- | --------------- | ------------------ | ------------------ | ------------------ | ----------- | ----------- | ----------- | ------ | ------ |
| 2019-2020              | Bilbao Athletic        | SDB                    | 1          | 0          |                 | -               | -               |                    | -                  | -                  |             | -           | -           | 1      | 0      |
| 2020-2021              | Bilbao Athletic        | SDB                    | 24         | 3          |                 | -               | -               |                    | -                  | -                  |             | -           | -           | 24     | 3      |
| 2021-2022              | Bilbao Athletic        | PD RFEF                | 11         | 3          |                 | -               | -               |                    | -                  | -                  |             | -           | -           | 11     | 3      |
| 2021-2022              | Athletic Bilbao        | PD                     | 14         | 1          | CR              | 2               | 0               |                    | -                  | -                  | SS          | 1           | 0           | 17     | 1      |
| 2022-2023              | Mirandés               | SD                     | 16         | 0          | CR              | 0               | 0               |                    | -                  | -                  |             | -           | -           | 16     | 0      |
| 2023-gen. 2024         | PEC Zwolle             | E                      | 10         | 0          | CO              | 1               | 0               |                    | -                  | -                  |             | -           | -           | 11     | 0      |
| gen.-giu. 2024         | Racing Ferrol          | SD                     | 14         | 4          | CR              | 0               | 0               |                    | -                  | -                  |             | -           | -           | 14     | 4      |
| 2024-gen. 2025         | Athletic Bilbao        | PD                     | 4          | 0          | CR              | 2               | 0               | UEL                | 3                  | 1                  | SS          | 1           | 0           | 10     | 1      |
| Totale Athletic Bilbao | Totale Athletic Bilbao | Totale Athletic Bilbao | 18         | 1          |                 | 4               | 0               |                    | 3                  | 1                  |             | 2           | 0           | 27     | 2      |
| gen.-giu. 2025         | Sporting Gijón         | SD                     | 2          | 0          | CR              | 0               | 0               |                    | -                  | -                  |             | -           | -           | 2      | 0      |
| Totale carriera        | Totale carriera        | Totale carriera        | 96         | 11         |                 | 5               | 0               |                    | 3                  | 1                  |             | 2           | 0           | 106    | 12     |